# Aforia staminea
Aforia staminea là một loài ốc biển, là động vật thân mềm chân bụng sống ở biển trong họ Turridae.

## Miêu tả
The high, narrow, shell grows to a length of 35 mm. This thin shell is translucent white. It is biconically fusiform, scalar and carinated with spiral threads. The sculpture of the shell shows coarse, sinous, irregular growth lines. Above the middle of each whorl, there là một strong carination that projects slightly. The body whorl shows a tendency to a second carination. The whole surface is covered with unequal and irregular threads cũng như by somewhat broken microscopic lines.

## Phân bố
Chúng phân bố ở miền nam Ấn Độ Dương and dọc theo quần đảo Kerguelen và đảo Prince Edward